# Fritz Bélizaire
Fritz Bélizaire (* im 20. Jahrhundert) ist ein haitianischer Politiker. Er war in den Jahren 2006 bis 2010 Minister für Jugend und Sport. Vom Übergangsrat in Haiti wurde er Ende April 2024 als künftiger Premierminister vorgesehen.

## Politische Laufbahn
Bélizaire war von 2006 bis 2010 in den Kabinetten der Premierminister Jacques-Édouard Alexis, Michèle Pierre-Louis und Jean-Max Bellerive Minister für Jugend und Sport.
Am 30. April 2024 benannte der Übergangsrat für Haiti ihn als künftigen Premierminister, der Michel Patrick Boisvert ablösen soll.
Die Nominierung erfolgte nicht in Form eines Wahlgangs, sondern durch die gemeinsame Erklärung von vier der sieben Mitglieder, sie hätten sich auf Bélizaire geeinigt und damit sei die Mehrheit gegeben. Der auf dieselbe Weise berufene Vorsitzende des Gremíums, Edgard Leblanc Fils, lobte die Entscheidung als richtigen Schritt in die Richtung neuer Stabilität. Vor allem die Partei Fanmi Lavalas kritisierte jedoch, dass das Verfahren der Nominierung nicht dem Sinn der Einrichtung des Übergangsrats entspräche, der einen allgemeinen Konsens in den Vordergrund stelle. Der Übergangsrat zog seine Nominierung daraufhin zurück.
Allgemein attestieren die Medien Bélizaire, weitestgehend unbekannt zu sein.